# Agama spinosa
Agama spinosa är en ödleart som beskrevs av Gray 1831. Agama spinosa ingår i släktet Agama och familjen agamer. IUCN kategoriserar arten globalt som livskraftig. Inga underarter finns listade i Catalogue of Life.
Arten förekommer i nordöstra Afrika i Egypten, Sudan, Etiopien, Eritrea, Djibouti och Somalia. Honor lägger ägg.